# Peerzet
Peerzet (stylizowany zapis PeeRZet) właściwie Przemysław Zakościelny (ur. 17 lipca 1985) – polski raper. Członek zespołu NoBoTak. Wraz z Puzzlem tworzy formację 2razyPe. Prowadzi również solową działalność artystyczną.
Peerzet współpracował ponadto m.in. z takimi wykonawcami jak: 101 Decybeli, Denv, Kroolik Underwood, Kobra, Bezczel, Kojot, Kubiszew, Zbylu, Masło, NNFoF, Oliwa, Oxon, Prys, Pyskaty, Rasmentalism, Rezpektz, Spec, Grucha, Szmer oraz Krispro.

## Działalność artystyczna
Przemysław Zakościelny działalność artystyczną rozpoczął w 2001 roku. Wówczas tworzył zespół WitrażeZdarzeń, w latach późniejszych funkcjonujący pod nazwą Nowe Oblicze. Wraz z zespołem dał także pierwsze koncerty w karierze. W 2002 roku podjął współpracę z producentem muzycznym o pseudonimie Puzzel, z którym dwa lata później wydał nielegal zatytułowany Bezczelnie. Rok później, twórcy zdobyli trzecie miejsce w konkursie  magazynu WuDoo na „demo roku”. Debiutancki singel pt. Liczby ukazał się we wrześniu 2005 roku. Za produkcję odpowiadał Mapet. W 2006 roku ukazała się ostatnia produkcja duetu 2razyPe, singel pt. Nie mam już czasu. W tym samym roku ukazała się kolejna produkcja duetu PeeRZet i Ras, nielegal pt. O dwóch takich co kradli bity. Dwa lata później został wydany pierwszy solowy album rapera pt. Hipocentrum. Także w tym roku wraz z JS-em, Kojotem i Mapetem utworzył zespół NoBoTak. Debiutancki nielegal formacji pt. Kocur w worku ukazał się w maju 2009 roku. Następnie w sierpniu ukazał się singel Peerzeta i Racy Jeden dzień, a w listopadzie nielegal Vis a vis.
Kolejny materiał Peerzet zrealizował z DJ-em NoOne. Mixtape duetu pt. O.O.G. ukazał się w styczniu 2010 roku. Natomiast pod koniec roku został wydany album Peerzeta i DJ-a NoOne zatytułowany Czy ktoś mondry jeszcze soocha?. 26 października 2012 roku nakładem wytwórni Aptaun Records, został wydany pierwszy album rapera dostępny w powszechnej sprzedaży pt. Z miłości do gry. Tytuł płyty nawiązuje do pasji i zamiłowania do muzyki hip-hop. Za produkcję muzyczną odpowiadali TMK Beatz, Tyno oraz Donatan. Rapera wsparli gościnnie Te-Tris, Pyskaty, VNM i Kojot. Płyta zadebiutowała na 9. miejscu zestawienia OLiS. Wydawnictwo było promowane teledyskami do piosenek „Fatamorgana” i „Iluzja zwana rzeczywistością”. Wideoklipy zrealizował zespół producencki Evil Eye Movie Studio.

## Dyskografia
| O.O.G. (mixtape; oraz DJ NoOne) | - Data: 1 stycznia 2010 - Wydawca: wydanie własne      | – |
| Z miłości do gry                | - Data: 26 października 2012 - Wydawca: Aptaun Records | 9 |
| Doktor Majk (oraz TMKBeatz)     | - Data: 6 czerwca 2014 - Wydawca: Aptaun Records       | – |
| „–” album nie był notowany.     |                                                        |   |

| Tytuł                                          | Dane dot. albumu                                   |
| ---------------------------------------------- | -------------------------------------------------- |
| O dwóch takich co kradli bity (oraz Ras)       | - Data: 2006 - Wydawca: wydanie własne             |
| Hipocentrum                                    | - Data: 15 czerwca 2008 - Wydawca: wydanie własne  |
| Vis a vis (oraz Raca)                          | - Data: 6 listopada 2009 - Wydawca: StayTrue Label |
| Czy ktoś mondry jeszcze sooha? (oraz DJ NoOne) | - Data: 14 grudnia 2010 - Wydawca: wydanie własne  |

Single
| Tytuł                                                               | Rok  | Album            |
| ------------------------------------------------------------------- | ---- | ---------------- |
| „Liczby”                                                            | 2005 | –                |
| „Jeden dzień” (oraz Raca)                                           | 2009 | –                |
| „Fatamorgana”                                                       | 2012 | Z miłości do gry |
| „Chcę czegoś więcej” (oraz TMKBeatz; gościnnie: Bazi, Oxon i Kojot) | 2014 | Doktor Majk      |
| „Jak Clark Kent, jak Bruce Wayne” (oraz TMKBeatz)                   | 2014 | Doktor Majk      |
| „Doktor majk” (oraz TMKBeatz)                                       | 2014 | Doktor Majk      |

Inne
| Album                                          | Rok  | Uwagi                                                    | Źródło |
| ---------------------------------------------- | ---- | -------------------------------------------------------- | ------ |
| 2razyPe - Bezczelnie                           | 2004 | członek zespołu                                          | [ 19 ] |
| Masło - Listopad                               | 2004 | gościnnie rap w utworze „Robię rap”                      | [ 20 ] |
| Puzzel - +1 DB                                 | 2005 | gościnnie rap w utworze „Nas nie dogonią”                | [ 21 ] |
| 311 Ci w ucho (kompilacja)                     | 2005 | rap w utworach „To nie tylko” i „Liczby”                 | [ 22 ] |
| 2razyPe - Nie mam już czasu (singel)           | 2006 | członek zespołu                                          | [ 23 ] |
| Denv - Kissin' Like Hulk                       | 2007 | gościnnie rap w utworze „Up 2 U (By Bober)”              | [ 24 ] |
| Szmer/Krispro - Arytmia                        | 2007 | gościnnie rap w utworze „Patrz w oczy”                   | [ 25 ] |
| Rasmentalism – Dobra muzyka, ładne życie       | 2008 | gościnnie rap w utworze „Bez zmian panie Waglewski”      | [ 26 ] |
| Rezpektz - 120 uderzeń na minutę (feat. Emrat) | 2008 | gościnnie rap w utworze „Za późno”                       | [ 27 ] |
| NoBoTak - Kocur w worku                        | 2009 | członek zespołu                                          | [ 28 ] |
| Kojot/NoOne - Spróbuj tego nie słuchać         | 2010 | gościnnie rap w utworze „Daj nam majk”                   | [ 29 ] |
| Oliwa - Istotny element                        | 2010 | gościnnie rap w utworze „2008”                           | [ 30 ] |
| Kobra – Na żywo z miasta grzechu               | 2010 | gościnnie rap w utworze „Więcej grzechów nie pamiętam”   | [ 31 ] |
| Oxon - Z tym będzie ci jeszcze łatwiej         | 2011 | gościnnie rap w utworze „Miejsce”                        | [ 32 ] |
| Spec, Grucha - Goście                          | 2011 | gościnnie rap w utworze „Wśród swoich”                   | [ 33 ] |
| 101 Decybeli - Pomiędzy bitami                 | 2011 | gościnnie rap w utworze „Krąg”                           | [ 34 ] |
| IKE - Listen                                   | 2011 | gościnnie rap w utworze „Znaki”                          | [ 35 ] |
| Kobra, Bezczel – 0,7 na dwóch                  | 2012 | gościnnie rap w utworze „Blazin'”                        | [ 36 ] |
| NNFoF - No Name Full of Fame                   | 2012 | gościnnie rap w utworze „Musisz przyznać”                | [ 37 ] |
| Prys - Na złej drodze do lepszych czasów       | 2012 | gościnnie rap w utworze „Rozterki rapera niepopularnego” | [ 38 ] |
| Kubiszew, Zbylu - Rachunek jest prosty         | 2012 | gościnnie rap w utworze „Rodzę się codziennie”           | [ 39 ] |
| Pyskaty – Pasja                                | 2012 | gościnnie rap w utworze „Razem”                          | [ 40 ] |
| Żyt Toster - Pięć miejsc po przecinku          | 2012 | gościnnie rap w utworze „Zmiana gry”                     | [ 41 ] |
| Kroolik Underwood – Punkt G                    | 2013 | gościnnie rap w utworze „Moja w tym głowa”               | [ 42 ] |

## Teledyski
| Tytuł                                                                                             | Rok  | Reżyseria/Realizacja            | Album                    | Źródło |
| ------------------------------------------------------------------------------------------------- | ---- | ------------------------------- | ------------------------ | ------ |
| „Fatamorgana”                                                                                     | 2012 | Evil Eye Movie Studio           | Z miłości do gry         | [ 43 ] |
| „Iluzja zwana rzeczywistością”                                                                    | 2012 | Evil Eye Movie Studio           | Z miłości do gry         | [ 44 ] |
| „Zasada cierpliwości” (gościnnie: Pyskaty, VNM)                                                   | 2013 | Evil Eye Movie Studio           | Z miłości do gry         | [ 45 ] |
| „Doktor Majk” (oraz TMKBeatz)                                                                     | 2014 | 9 Liter Filmy                   | Doktor Majk              | [ 46 ] |
| „Chcę czegoś więcej 2” (oraz TMKBeatz; gościnnie: Bazi, Oxon, Kojot)                              | 2014 | QQ Films                        | Doktor Majk              | [ 47 ] |
| „Jak Clark Kent, jak Bruce Wayne” (oraz TMKBeatz; gościnnie: DJ Noriz)                            | 2014 | JuzzMedia                       | Doktor Majk              | [ 48 ] |
| „#Hot16Challenge”                                                                                 | 2014 | –                               | –                        | [ 49 ] |
| Gościnnie                                                                                         |      |                                 |                          |        |
| Kojot, DJ NoOne - „Daj nam majk” (gościnnie: Bazi, PeeRZet)                                       | 2010 | –                               | Spróbuj tego nie słuchać | [ 50 ] |
| Arbak, Arson - „Bez pasów” (gościnnie: Zeus, Kobra, PeeRZet)                                      | 2013 | Wendlands Films / Bugar-Desing  | Drużyna AA               | [ 51 ] |
| Żyt Toster - „Zmiana gry” (gościnnie: PeeRZet)                                                    | 2013 | Wojtek Koziara, Andrzej Salomon | 5 miejsc po przecinku    | [ 52 ] |
| Diox - „Oni tego chcą Remix” (gościnnie: Miuosh, Mosad, Małach, Vienio, PMM, Haju, Tede, PeeRZet) | 2015 | Dobrekino Studio                | –                        | [ 53 ] |